# Bagre (Pará)
Bagre es un municipio brasileño del estado de Pará. Su población estimada para el año 2010 según el IBGE, es de 23855 habitantes.

## Historia
La población fue fundada en el siglo XIX, perteneciendo entonces al municipio de Oeiras do Pará. En 1883 pasó a pertenecer al municipio de Melgaço y en 1887 fue elevada a parroquia. Fue municipio autónomo entre 1890 y 1930. En ese año fue anexada al municipio de Portel como distrito. Este fue, no obstante, transferido para el municipio de Curralinho hasta 1935. En 1938 volvió al municipio de Oeiras do Pará, entonces conocido como Araticu, donde se mantuvo hasta que su autonomía fue restaurada en 1961.